# Beckum
Beckum er en by i Tyskland i delstaten Nordrhein-Westfalen med cirka 35.000 indbyggere. Den ligger i kreisen Warendorf, cirka 20 km nordøst for Hamm og 35 km sydøst for Münster.